# Öppna data
Öppna data avser digital information som är fritt tillgänglig utan inskränkningar (till exempel i form av immaterialrättsliga hinder såsom upphovsrätt och patent). Det finns ingen internationellt antagen formell definition men flera utgår från principerna i Open Knowledge Definition eller de principer för öppen digital offentlig information som utarbetades av Open Government Working Group. 
Öppna data ses även som ett sätt för medborgarna att få insyn i förvaltningen.
Flera länder har upprättat kataloger över öppna datakällor, bland andra Storbritannien (data.gov.uk), Norge (data.norge.no), USA (data.gov) och Sverige (dataportal.se).

## Definitioner
De grundkrav på öppna data som Open Government Working Group ställt upp är att öppna data ska vara:
1. Komplett: Information som inte innehåller personuppgifter eller lyder under sekretess görs tillgänglig i så stor omfattning som möjligt. Detta gäller särskilt databaser med material som skulle kunna vidareförädlas.
2. Primär: Information skall så långt det är möjligt tillhandahållas i originalformatet. Bild- och videomaterial skall tillhandahållas i högsta möjliga upplösning för att möjliggöra vidareförädling.
3. Aktuell: Information skall tillgängliggöras så snabbt som möjligt så att värdet av den inte försvinner. Det bör finnas mekanismer för att automatiskt kunna få information om uppdateringar.
4. Tillgänglig: Information görs tillgänglig för så många användare som möjligt för så många ändamål som möjligt.
5. Maskinläsbar: Informationen är strukturerad på ett sätt som möjliggör maskinell bearbetning och samkörning med andra register.
6. Fri: Informationen är tillgänglig för alla utan krav på betalning, eller inskränkningar i form av licensvillkor och registreringsförfaranden.
7. I ett öppet format: Det format informationen lämnas i följer en öppen standard, alternativt är dokumentationen till fomatet fritt tillgänglig och fri från patentlicensvillkor.

Open Knowledge Foundation har tagit fram en definition som sammanfattas enligt:
"Data kan kallas öppna data om vem som helst fritt får använda, återanvända och distribuera dessa med som största motprestation att ange källa eller krav på att dela data på samma sätt."

## Riktlinjer för publicering av öppna data
Standardiseringsorganet World Wide Web Consortium (W3C) har utarbetat rekommendationer för hur myndigheter och andra offentliga organisationer kan publicera öppna data på ett sätt som gör det så enkelt som möjligt att hitta och återanvända den i "Publishing Open Government Data". Där ges rekommendationer kring format, gränssnitt m.m.
Open Knowledge Foundation har också tagit fram en handbok för publicering av öppna data. I handboken presenteras tips på hur öppna data bör publiceras för att maximera användningsmöjligheterna. Svenska exempel och teori finns i handboken "Öppna data för beslutsfattare", skriven av Jan Ainali och Anders Frick.
I september 2010 presenterade Tim Berners-Lee en femstjärnig utvärderingsmodell för publicering av öppna data. I modellen ges stjärnor beroende på hur väl man tillhandahåller data online:
1. Den första stjärnan får man för att tillhandahålla data med en licens som möjliggör fri användning.
2. Den andra stjärnan om informationen är i ett maskinläsbart format.
3. Den tredje får man om data är publicerad i en öppen standard.
4. Den fjärde om det är länkad data (till exempel i RDF).
5. Den femte om data dessutom är sammanlänkad med andra dataset.

## Villkor för användning
Flera länder har valt att utarbeta speciella licensvillkor för öppna data i syfte att tydliggöra de möjligheter för vidareanvändning som ges. Storbritannien har tagit fram Open Government License och i Norge pågår arbete med att ta fram en egen motsvarande nationell licens.

## Sverige och öppna data
Sverige ligger på plats 21 i Global Open Data Index, efter topp-tre-länderna Taiwan, Australien och Storbritannien. Tillväxtverket och Statskontoret har dock fått uppdrag som ska stärka Sveriges position.

### Historik
I Sverige hade E-delegationen i uppdrag att bland annat öka möjligheterna att ta del av offentlig information för både kommersiella och ideella ändamål, dock med utgångspunkt i PSI-lagen som inte utgår från öppna data. Regeringen uppdrog 2012 åt VINNOVA att utveckla en teknisk plattform för förmedling av data som tillgängliggjorts för vidareutnyttjande samt att under 2013 och 2014 vidareutveckla denna. Riksarkivet hade det övergripande ansvaret för öppna data i på myndighetsnivå i Sverige, bland annat tillsammans med Lantmäteriet fram till september 2018 då ansvaret överlämnades till Myndigheten för digital förvaltning. 2022 antogs Lag (2022:818) om den offentliga sektorns tillgängliggörande av data, populärt kallad öppna datalagen, som en implementation av EU-direktivet 2019/1024 om öppna data och vidareutnyttjande av information från den offentliga sektorn.

## Relaterade begrepp

Relationen mellan begreppen öppna data och PSI

Alla PSI-data är inte öppna, och alla öppna data är inte nödvändigtvis öppna offentliga data. Se även:
- Fri tillgänglighet – på engelska ”Open access”, främst relaterat till vetenskapliga publikationer.
- Öppen förvaltning – öppna data kan ses som en del av initiativ till att öka insynen och delaktigheten i den offentliga sektorns institutioner.
- Information från den offentliga sektorn – EU-kommissionen har antagit det så kallade PSI-direktivet om vidareutnyttjande av information från den offentliga sektorn[19] (på engelska ”Public Sector Information” – PSI). En viktig skillnad mellan öppna data och PSI-data är att PSI-direktivet inte ställer några krav på att informationen skall vara fri. Därmed kan PSI-data inte automatiskt anses vara öppna data.
- Länkad data

## Källhänvisningar
1. ↑  ”Open Knowledge Definition”. Open Knowledge Foundation, OKFN. http://www.opendefinition.org/okd/svenska/. Läst 11 januari 2011.
2. ↑  ”Principer för öppen digital offentlig information”. http://www.opengov.se/sidor/oppen-data/. Läst 11 januari 2011.
3. ↑   http://www.svd.se/opinion/brannpunkt/det-behovs-verklig-oppenhet-i-sverige_6925111.svd
4. ↑  ”8 Principles of Open Government Data”. Arkiverad från originalet den 13 november 2012. https://web.archive.org/web/20121113163209/http://www.opengovdata.org/home/8principles. Läst 13 november 2012.
5. ↑  ”Open definition”. Open Knowledge Foundation. http://opendefinition.org/. Läst 12 november 2012.
6. ↑  ”Publishing Open Government Data”. W3C. http://www.w3.org/TR/gov-data/. Läst 11 januari 2011.
7. ↑  ”Open Data Handbook”. Open Knowledge Foundation. http://opendatahandbook.org/. Läst 11 november 2012.
8. ↑  ”Öppna data – En guide för beslutsfattare”. http://iis.se/fakta/oppna-data-guide-for-beslutsfattare/. Läst 19 juli 2017.
9. ↑  Berners-Lee, Tim. ”Femstjärnig öppen data”. Arkiverad från originalet den 13 juni 2011. https://web.archive.org/web/20110613115627/http://www.opengov.se/blogg/2010/femstjarnig-oppen-data/. Läst 12 januari 2011.
10. ↑  ”Open Government Licence”. National Archives. http://www.nationalarchives.gov.uk/doc/open-government-licence/open-government-licence.htm. Läst 11 januari 2011.
11. ↑  ”Norsk standardlisens for tilgang til offentlige data”. Arkiverad från originalet den 22 februari 2011. https://web.archive.org/web/20110222114919/http://data.norge.no/blogg/2010/11/oppdrag-2-norsk-standardlisens-for-tilgang-til-offentlige-data/. Läst 11 januari 2011.
12. ↑  ”Sverige klättrar i Global Open Data Index”. Arkiverad från originalet den 1 augusti 2017. https://web.archive.org/web/20170801032542/https://www.iis.se/blogg/oppna-data/sverige-klattrar-i-global-open-data-index/. Läst 19 juli 2017.
13. ↑  ””Öka myndigheters engagemang för öppna data””. Arkiverad från originalet den 1 augusti 2017. https://web.archive.org/web/20170801034158/https://www.iis.se/blogg/oppna-data/oka-myndigheters-engagemang-for-oppna-data/. Läst 19 juli 2017.
14. ↑  ”Tilläggsdirektiv till E-delegationen (dir. 2010:32)”. http://www.regeringen.se/49bba9/contentassets/4dbd765dd49b45de8c09f2ea16c1809d/tillaggsdirektiv-till-e-delegationen-dir.-201032. Läst 11 januari 2011.
15. ↑  ”Regeringsuppdrag till Vinnova 12-07-26 Uppdrag att utveckla och vidareutveckla den tekniska plattformen öppnadata.se - en portal för innovation”. Arkiverad från originalet den 26 oktober 2013. https://web.archive.org/web/20131026234211/http://www.vinnova.se/PageFiles/591806061/%C3%96ppen%20data%20-%20regeringsuppdrag120726.pdf. Läst 30 september 2013.
16. ↑  ”Riksarkivet får huvudansvaret för öppna data”. Arkiverad från originalet den 1 augusti 2017. https://web.archive.org/web/20170801035321/https://www.iis.se/blogg/oppna-data/riksarkivet-far-huvudansvaret-for-oppna-data/. Läst 19 juli 2017.
17. ↑  Susanne. ”Riksarkivet lämnar över förvaltningen av portalen till DIGG”. Den nationella portalen för öppna data och PSI. Arkiverad från originalet den 23 januari 2019. https://web.archive.org/web/20190123223632/https://oppnadata.se/2018/08/10/riksarkivet-lamnar-over-forvaltningen-av-portalen-till-digg/. Läst 23 januari 2019.
18. ↑  ”Lag (2022:818) om den offentliga sektorns tillgängliggörande av data”. Svensk författningssamling 2022. 9 juni 2022. Wikidata Q116033807. https://www.riksdagen.se/sv/dokument-lagar/dokument/_sfs-2022-818.
19. ↑  ”Direktiv om vidareutnyttjande av information från den offentliga sektorn”. http://ec.europa.eu/information_society/policy/psi/docs/pdfs/directive/psi_directive_sv.pdf. Läst 5 juni 2012.